# Mohammed Al-Qahtani
Mohammed Al-Qahtani est un footballeur saoudien né le 23 juillet 2002 à Riyad. Il joue au poste d'ailier à Al-Hilal FC.

## Carrière
Formé à Al-Hilal FC, il signe son premier contrat professionnel le 13 octobre 2020. Il fait ses débuts avec l'équipe première le 20 décembre 2021 contre Al-Raed en coupe.

### En sélection
Il fait partie de l'Arabie saoudite qui a participé à la Coupe arabe de la FIFA 2021. Il joue les trois matchs du premier tour et les Saoudiens n'ont pas réussi à passer en quart de finale après deux défaites et un match nul. 

### Palmarès en club
Al-Hilal
- Championnat d'Arabie saoudite (1) :
  - Champion : 2021-22.